# グアドループの旗
本項ではグアドループの旗について述べる。

フランス国旗

カリブ海にあるフランス領の海外県グアドループにおいて、公式な位置づけが定められた旗は、フランス国旗のみである。
これに次いで、白地の中央に海外県政府のロゴマークを記した旗が、地方を代表する「県旗」のような形でしばしば使用される（これは、マヨットやレユニオンの「県旗」と同様である）。ロゴマークは、図案化された太陽と鳥を、青と緑で塗り分けられた四角形の上に配したもので、その下にREGION GUADELOUPEという文字が黄色い下線つきで示される。

## 非公式の旗

ポワンタピートルの紋章

地元では、グアドループ最大の都市であるポワンタピートルの紋章をもとにした旗が、グアドループ全体の非公式な旗として使われることがある。この非公式の旗は、赤もしくは黒の地の上に、黄色い太陽と緑のサトウキビを配したもので、旗の上部の青い帯にはフルール・ド・リスがあしらわれる。
グアドループの独立を主張するグアドループ解放人民連合 (People's Union for the Liberation of Guadeloupe, 略称: UPLG) は、スリナムの国旗に類似したデザインの国旗を提案している。
- ? 非公式の地域旗（黒地）
- ? 非公式の地域旗（赤地）
- ? UPLG が提案する国旗